# 前橋大島駅

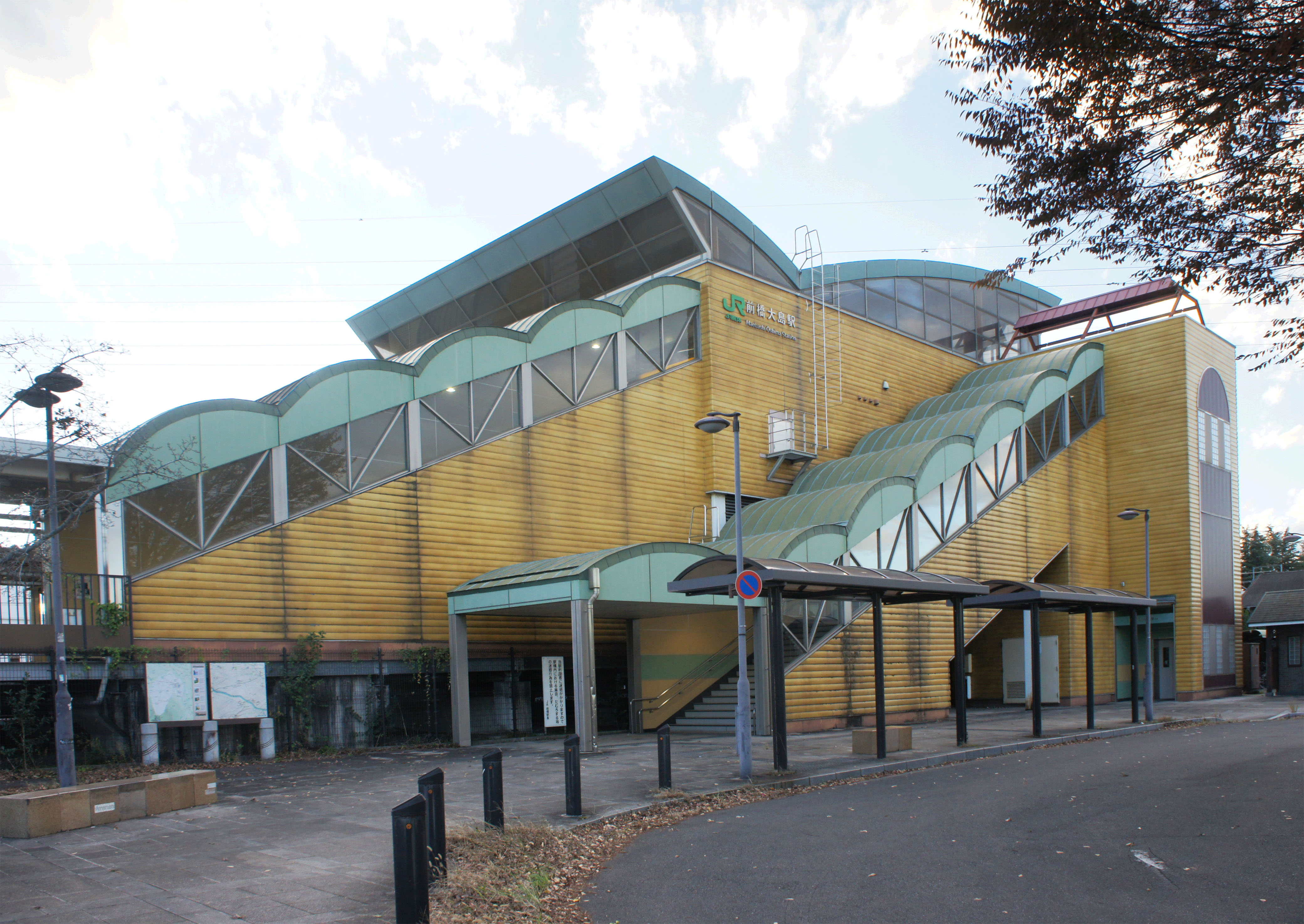
北口（2021年11月）

前橋大島駅（まえばしおおしまえき）は、群馬県前橋市天川大島町にある、東日本旅客鉄道（JR東日本）両毛線の駅である。

## 歴史
当駅から伊勢崎方面に500m程先の場所には以前東前橋駅（ひがしまえばしえき）があった。日本国有鉄道（国鉄）時代に両毛線内で最後に開設した駅であったが、1967年（昭和42年）に休止され、そのまま1987年（昭和62年）に正式に廃止された。
廃止後に、木材関連の企業が集積した前橋東部工業団地や、県内最大の住宅団地である広瀬団地が完成。工業団地の中央に位置し広瀬団地にも近いこともあり、この地に駅が再開業することとなった。駅の開業とほぼ同時に、南口から広瀬団地内へ直通する道路が完成。広瀬川には愛宕橋が架かった。
- 1955年（昭和30年）9月3日：日本国有鉄道（国鉄）両毛線駒形 - 前橋間に東前橋駅が新設[2]。
- 1967年（昭和42年）9月1日：東前橋駅休止[2]。
- 1987年（昭和62年）4月1日：国鉄分割民営化により両毛線が東日本旅客鉄道（JR東日本）に承継されると同時に、東前橋駅が廃止となる[2]。
- 1999年（平成11年）3月12日：前橋大島駅が新設[3]。
- 2021年（令和3年）11月30日：みどりの窓口営業終了[4]。

## 駅構造
相対式ホーム2面2線を有する地上駅。橋上駅舎を備える。北口と南口があり、両出口とホーム共にそれぞれエレベーターが設置されている。
JR東日本ステーションサービス（2015年（平成27年）6月30日まではJR高崎鉄道サービス）が駅業務を受託する業務委託駅（前橋駅管理）で、簡易Suica改札機が設置されている。

### のりば
| 番線 | 路線    | 方向 | 行先                   |
| ---- | ------- | ---- | ---------------------- |
| 1    | ■両毛線 | 下り | 伊勢崎・桐生・小山方面 |
| 2    | ■両毛線 | 上り | 高崎・大宮・上野方面   |

（出典：JR東日本:駅構内図）
※現在は当駅から高崎線直通列車は無いが、2004年（平成16年）までは直通列車が設定されていたため、2番線標示には「高崎・大宮・上野方面」とある（2016年（平成28年）9月時点）。

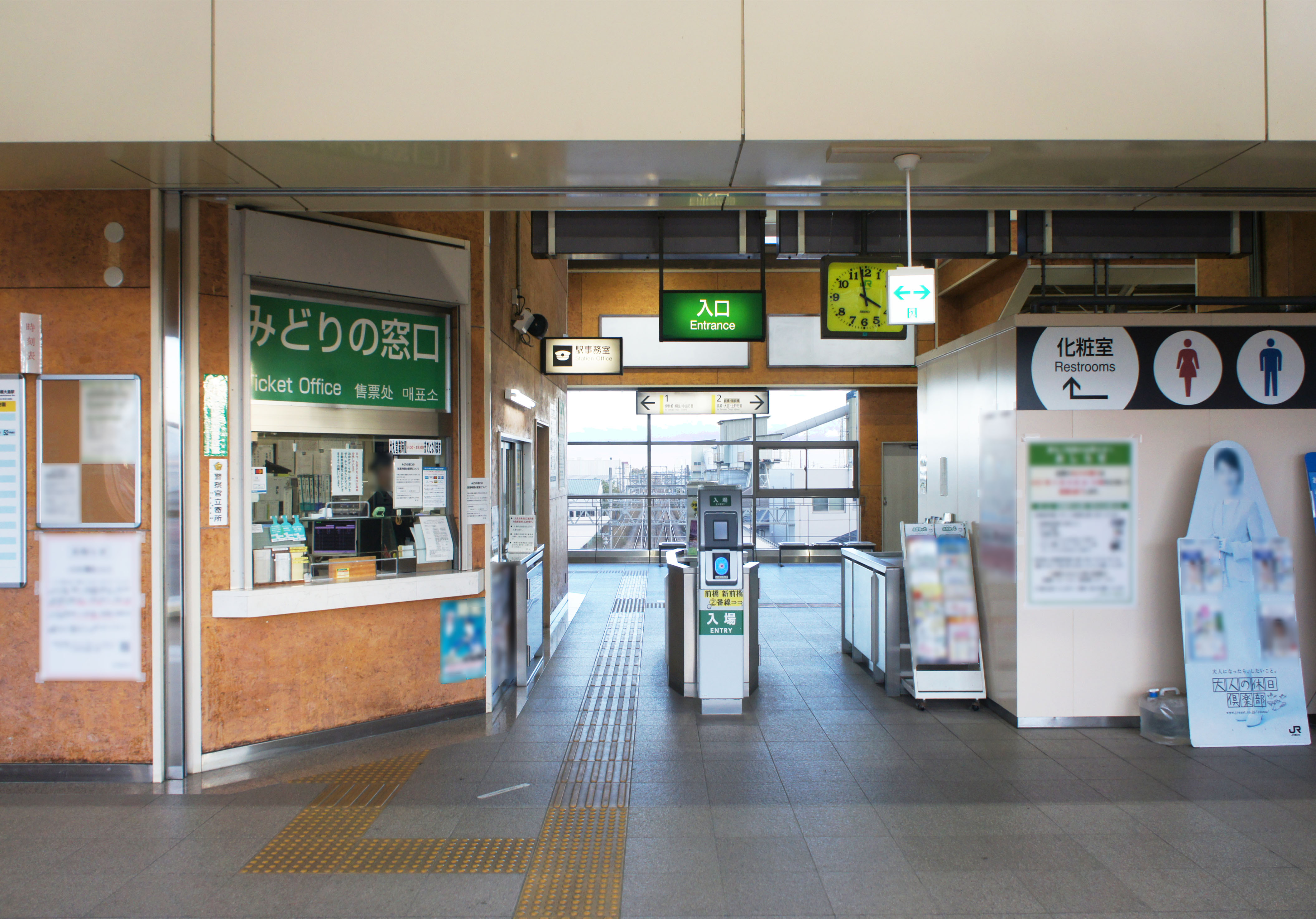
改札口（2021年11月）
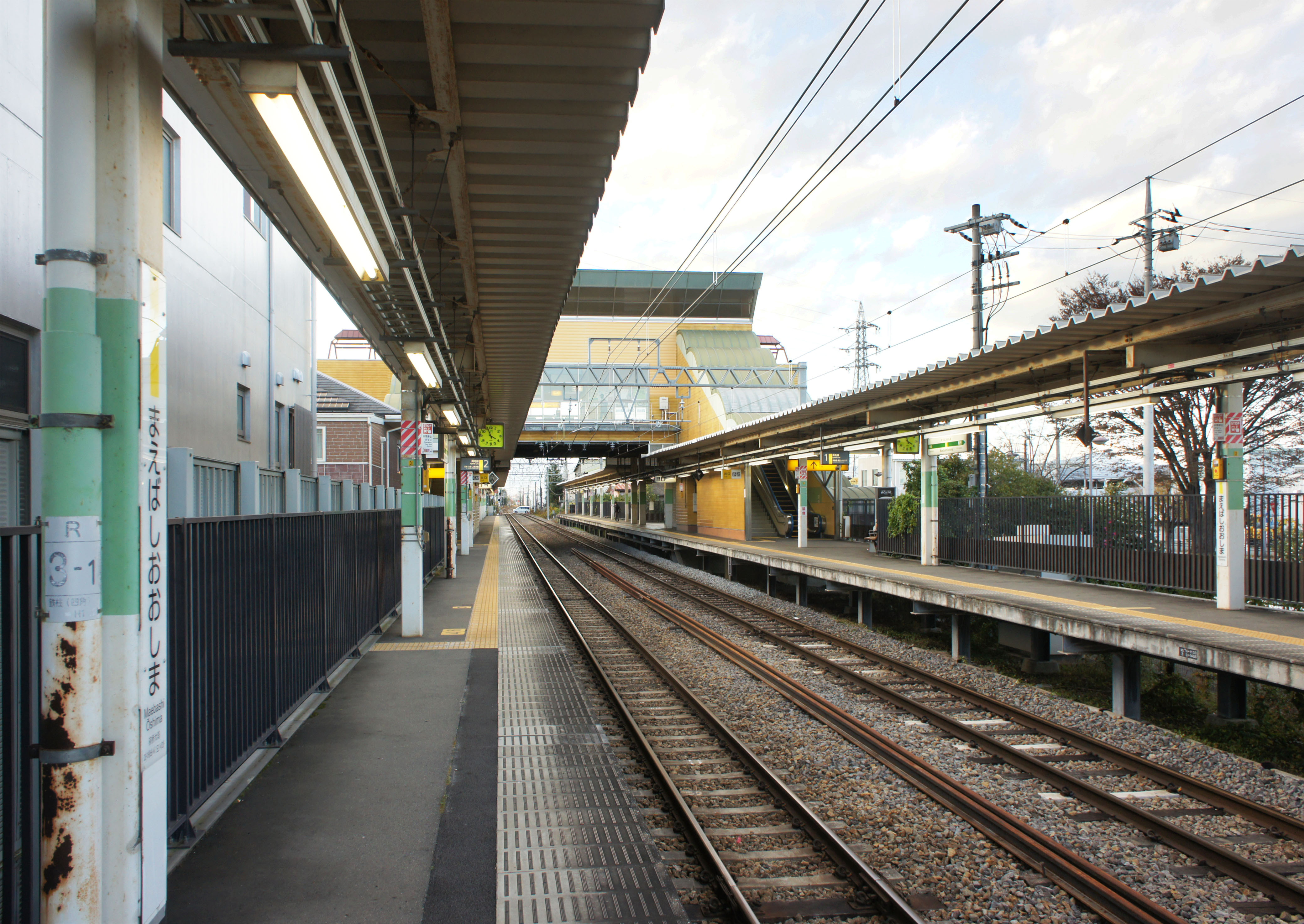
ホーム（2021年11月）

## 利用状況
JR東日本によると、2023年度（令和5年度）の1日平均乗車人員は1,514人である。
2000年度（平成12年度）以降の推移は以下の通り。
| 乗車人員推移       | 乗車人員推移     | 乗車人員推移    |
| 年度               | 1日平均 乗車人員 | 出典            |
| ------------------ | ---------------- | --------------- |
| 2000年（平成12年） | 858              | [ 利用客数 2 ]  |
| 2001年（平成13年） | 1,102            | [ 利用客数 3 ]  |
| 2002年（平成14年） | 1,207            | [ 利用客数 4 ]  |
| 2003年（平成15年） | 1,289            | [ 利用客数 5 ]  |
| 2004年（平成16年） | 1,393            | [ 利用客数 6 ]  |
| 2005年（平成17年） | 1,502            | [ 利用客数 7 ]  |
| 2006年（平成18年） | 1,534            | [ 利用客数 8 ]  |
| 2007年（平成19年） | 1,556            | [ 利用客数 9 ]  |
| 2008年（平成20年） | 1,669            | [ 利用客数 10 ] |
| 2009年（平成21年） | 1,593            | [ 利用客数 11 ] |
| 2010年（平成22年） | 1,513            | [ 利用客数 12 ] |
| 2011年（平成23年） | 1,484            | [ 利用客数 13 ] |
| 2012年（平成24年） | 1,638            | [ 利用客数 14 ] |
| 2013年（平成25年） | 1,718            | [ 利用客数 15 ] |
| 2014年（平成26年） | 1,604            | [ 利用客数 16 ] |
| 2015年（平成27年） | 1,632            | [ 利用客数 17 ] |
| 2016年（平成28年） | 1,685            | [ 利用客数 18 ] |
| 2017年（平成29年） | 1,651            | [ 利用客数 19 ] |
| 2018年（平成30年） | 1,661            | [ 利用客数 20 ] |
| 2019年（令和元年） | 1,627            | [ 利用客数 21 ] |
| 2020年（令和02年） | 1,234            | [ 利用客数 22 ] |
| 2021年（令和03年） | 1,314            | [ 利用客数 23 ] |
| 2022年（令和04年） | 1,431            | [ 利用客数 24 ] |
| 2023年（令和05年） | 1,514            | [ 利用客数 1 ]  |

## 駅周辺
駅は東前橋工業団地（通称・木工団地）中央に位置し、北口南口共に駅前広場が整備されている。また、南口にはパークアンドライドに対応した駐車場も整備されている。群馬県内最大規模を誇る広瀬団地へは南口から新設道路で直結（約1km）している。近年南口側にラウンドワンスタジアム前橋店がオープンしてから、休日利用客が増加した。

### 南口
- 東前橋工業団地
- 大島公園
- 前橋天川大島郵便局
- 前橋公共職業安定所（ハローワークまえばし）
- 群馬県計量検定所
- 松並木
- 愛宕神社
- 七福の湯前橋店
- ラウンドワンスタジアム前橋店
- 天川大島ファッションモール
  - アベイル
  - しまむら
  - ダイソー
  - ドラッグスギ
- ベルク前橋大島店
- ネッツトヨタ群馬前橋おおしま店
- 群馬ヰセキ販売
- 前橋天川自動車教習所
- レンゴー前橋工場
- 群馬県道2号前橋館林線
- 前橋天神山古墳
- 八幡山古墳 (前橋市)
- 永井運輸「前橋大島駅」停留所

### 北口
- 東前橋工業団地
- 群馬県赤十字血液センター
- 図南サッカーパーク
- 群馬県勤労福祉センター
- 群馬県中央児童相談所
- 赤城フーズ
- 前橋市立永明小学校

## 隣の駅
東日本旅客鉄道（JR東日本）
■両毛線
駒形駅 - 前橋大島駅 - 前橋駅

### 記事本文
1. 1 2 3 4 5  『週刊 JR全駅・全車両基地』 12号 大宮駅・野辺山駅・川原湯温泉駅ほか、朝日新聞出版〈週刊朝日百科〉、2012年10月28日、23頁。
2. 1 2 3 4  石野哲 編『停車場変遷大事典 国鉄・JR編 Ⅱ』（初版）JTB、1998年10月1日、461頁。ISBN 978-4-533-02980-6。
3. ↑  「JR年表」『JR気動車客車編成表 '99年版』ジェー・アール・アール、1999年7月1日、183頁。ISBN 4-88283-120-1。
4. ↑  “JR東日本路線図(関東)：JR東日本”.   東日本旅客鉄道. 2021年11月23日時点のオリジナルよりアーカイブ。2021年11月23日閲覧。

### 利用状況
1. 1 2  “各駅の乗車人員（2023年度）”.   東日本旅客鉄道. 2024年7月21日閲覧。
2. ↑  “各駅の乗車人員（2000年度）”.   東日本旅客鉄道. 2019年3月22日閲覧。
3. ↑  “各駅の乗車人員（2001年度）”.   東日本旅客鉄道. 2019年3月22日閲覧。
4. ↑  “各駅の乗車人員（2002年度）”.   東日本旅客鉄道. 2019年3月22日閲覧。
5. ↑  “各駅の乗車人員（2003年度）”.   東日本旅客鉄道. 2019年3月22日閲覧。
6. ↑  “各駅の乗車人員（2004年度）”.   東日本旅客鉄道. 2019年3月22日閲覧。
7. ↑  “各駅の乗車人員（2005年度）”.   東日本旅客鉄道. 2019年3月22日閲覧。
8. ↑  “各駅の乗車人員（2006年度）”.   東日本旅客鉄道. 2019年3月22日閲覧。
9. ↑  “各駅の乗車人員（2007年度）”.   東日本旅客鉄道. 2019年3月22日閲覧。
10. ↑  “各駅の乗車人員（2008年度）”.   東日本旅客鉄道. 2019年3月22日閲覧。
11. ↑  “各駅の乗車人員（2009年度）”.   東日本旅客鉄道. 2019年3月22日閲覧。
12. ↑  “各駅の乗車人員（2010年度）”.   東日本旅客鉄道. 2019年3月22日閲覧。
13. ↑  “各駅の乗車人員（2011年度）”.   東日本旅客鉄道. 2019年3月22日閲覧。
14. ↑  “各駅の乗車人員（2012年度）”.   東日本旅客鉄道. 2019年3月22日閲覧。
15. ↑  “各駅の乗車人員（2013年度）”.   東日本旅客鉄道. 2019年3月22日閲覧。
16. ↑  “各駅の乗車人員（2014年度）”.   東日本旅客鉄道. 2019年3月22日閲覧。
17. ↑  “各駅の乗車人員（2015年度）”.   東日本旅客鉄道. 2019年3月22日閲覧。
18. ↑  “各駅の乗車人員（2016年度）”.   東日本旅客鉄道. 2019年3月22日閲覧。
19. ↑  “各駅の乗車人員（2017年度）”.   東日本旅客鉄道. 2019年3月22日閲覧。
20. ↑  “各駅の乗車人員（2018年度）”.   東日本旅客鉄道. 2019年7月5日閲覧。
21. ↑  “各駅の乗車人員（2019年度）”.   東日本旅客鉄道. 2020年7月12日閲覧。
22. ↑  “各駅の乗車人員（2020年度）”.   東日本旅客鉄道. 2021年7月24日閲覧。
23. ↑  “各駅の乗車人員（2021年度）”.   東日本旅客鉄道. 2022年8月7日閲覧。
24. ↑  “各駅の乗車人員（2022年度）”.   東日本旅客鉄道. 2023年7月9日閲覧。